# Aloe trigonantha
Aloe trigonantha är en grästrädsväxtart som beskrevs av Leslie Larry Charles Leach. Aloe trigonantha ingår i släktet Aloe och familjen grästrädsväxter.
Artens utbredningsområde är Etiopien. Inga underarter finns listade i Catalogue of Life.